# ريتشيز آند كينغز
ريتشيز آند كينغز (بالإنجليزية: Wretches and Kings)‏ هي أغنية لفرقة الروك الأمريكية لينكين بارك، وهي أغنية برومو من الألبوم "أثاوزند سنز (A Thousand Suns)"، اقتبس المغني والمنتج المشترك مايك شينودا سطرًا من أغنية «برينغ ذا نويز» لفرقة «ببليك إنيمي (Public Enemy)»، التي تأثرت فرقة «لينكين بارك» بأسلوبها.